# Jules Lachelier
Jules Lachelier (Fontainebleau, 27 mei 1832 - aldaar, 26 januari 1918) was een Frans filosoof, die zich vooral bezighield met logica, epistemologie en metafysica.
Lacheliers filosofie behoort tot het neokantianisme en bestond grotendeels uit een eigenzinnige poging om de filosofie van Immanuel Kant verder te ontwikkelen. Beïnvloed door Félix Ravaisson, zette hij zich in zijn werk af tegen het werk van Victor Cousin. Onder zijn studenten bevonden zich namen zoals Jules Lagneau, Émile Boutroux, Théodule Ribot, Léon Brunschvicg en Henri Bergson.